# 木村弘
木村 弘（きむら ひろし）は、日本の建設コンサルタント（造園部門・都市及び地方計画部門）。総合設計研究所代表取締役。

## 来歴
千葉大学園芸学部出身。駒沢公園などの設計を経て、1965年に総合設計研究所を設立した。

### 賞歴
- 昭和54年度日本造園学会賞作品賞（大井第4公園設計ほか一連の造園設計）[2]。
- 第26回日本公園緑地協会北村賞（2004年）[3]

- 2013年（平成25年）度日本造園学会上原敬二賞